# Élection du Conseil général guinéen de 1946 à 1947
Des élections au Conseil général ont eu lieu en Guinée en décembre 1946 et le 5 janvier 1947.

## Système électoral
Le conseil général avec 40 membres a été élu par groupes; le premier collège (citoyens français) a élu 16 membres et le deuxième collège a élu 24 membres. 

## Résultats
| Parti                            | Premier tour    | Premier tour    | Premier tour    | Deuxième tour   | Deuxième tour   | Deuxième tour   | Total des places |
| Parti                            | Votes           | %               | Des places      | Votes           | %               | Des places      | Total des places |
| Premier collège                  | Premier collège | Premier collège | Premier collège | Premier collège | Premier collège | Premier collège | Premier collège  |
| -------------------------------- | --------------- | --------------- | --------------- | --------------- | --------------- | --------------- | ---------------- |
| Total                            | 1 317           | 100             | 11              |                 |                 | 5               | 16               |
| Électeurs inscrits/participation | 2 470           | 53.3            | –               |                 |                 | –               | –                |
| Deuxième Collège                 |                 |                 |                 |                 |                 |                 |                  |
| Total                            | 76 769          | 100             | 14              |                 |                 | dix             | 24               |
| Électeurs inscrits/participation | 133 142         | 57,6            | –               |                 |                 | –               | –                |
| Source : De Benoist              |                 |                 |                 |                 |                 |                 |                  |